# 國際海事衛星組織
國際海事衛星組織（英語：Inmarsat plc，International Maritime Satellite Organization，LSE：ISAT）是英國的衛星通信公司，提供全球性的移動服務。以11個地球靜止軌道通信衛星，通過便攜式或移動終端進行通信地面站，為世界各地的用戶提供電話和數據服務。國際海事衛星組織的網路提供政府、援助機構、媒體和企業需要在偏遠地區或有沒有可靠的地面網絡通信的範圍提供通信服務。該公司在倫敦證券交易所上市，2011年12月以來是富時250指數的組成股。

## 歷史
該公司最早起源於1979年成立的国际海事卫星组织，是一個不以營利為目的的國際組織，在聯合國國際海事組織機構的授意下成立。設立的宗旨是為航運界提供衛星通信網絡。於1982年開始服务。一開始即使用首字母縮寫“Inmarsat”。這樣做的目的是要建立一個自負盈虧的機構，提高海上人命安全。當它開始為飛機和便攜式用戶提供服務時，名稱改為国际移动卫星组织，但“Inmarsat”的縮寫仍被保留。在1999年組織被轉換成一間私人公司時，該業務分為兩個部分：組織的大部分被轉換成商業公司"Inmarsat plc"（“Inmarsat上市有限公司”），另一小部分成為監管機構，IMSO。2005年Apax Partners和Permira公司購買該公司的股份。在這一年該公司還首次在倫敦證券交易所上市。2008年3月，有消息透露，美國對沖基金Harbinger Capital擁有28％的公司。在2009年7月，國際移動衛星組織完成收購SkyWave Mobile Communications Inc.19％的股份。SkyWave Mobile Communications Inc.之前收購提供GlobalWave的TransCore公司，並且提供了Inmarsat D+/IsatM2M的網路服務。 2009年4月15日，國際移動衛星組織完成收購衛星通信服務提供商Stratos Global Corporation (Stratos)。
國際移動衛星組織的"寬帶全球區域網（BGAN）服務"贏過了其他三個入圍企業，贏得了2010年MacRobert獎。

## 操作

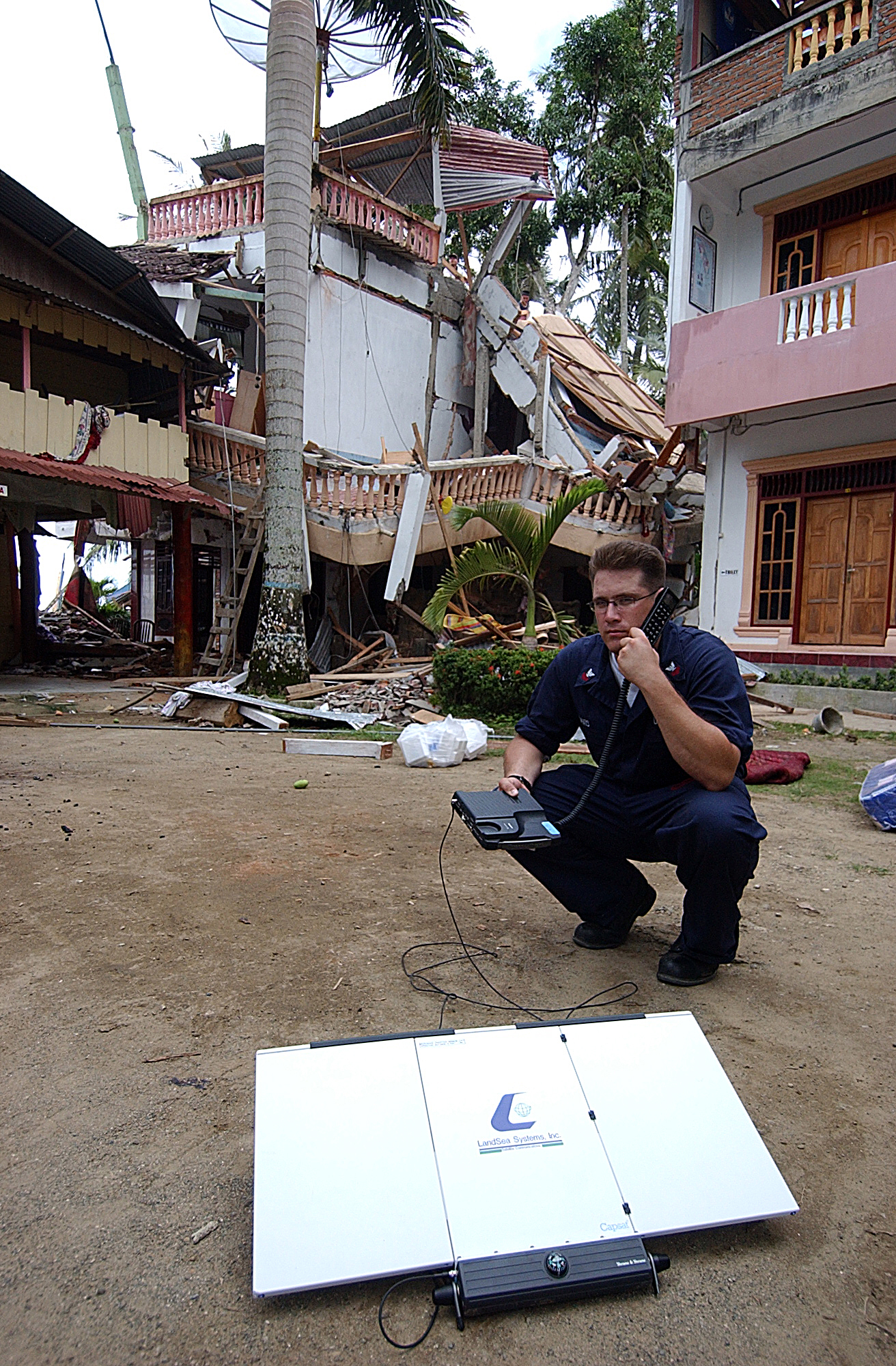
印度洋海啸后，美军援助人员在印尼尼亚斯岛使用海事衛星電話进行通信（摄于2005年4月4日）

除了商業服務以外，國際移動衛星組織提供船舶和飛機的免費全球海上遇險和安全服務（GMDSS），以作為一項公共服務。
提供的服務包括傳統的語音通話，低層次的數據追踪系統，高速互聯網和其他數據服務以及遇險和安全服務。最近通過筆記本電腦大小的IP衛星調製解調器，提供了高達492 kbit / s的寬帶全球區域網（BGAN）GPRS類型的服務。其他可經由移動整合服務數位網路（ISDN），經由影像電話可提供國際事件即時轉播服務。
Inmarsat的通信價格現在已經下降到一定程度，而且在許多情況下可與國際漫遊費用或酒店電話相媲美。使用語音通話時，在世界上的任何位置均收取相同的費用。呼叫國際海事衛星組織的國家代碼各不相同，這取決於國家的位置。國際海事衛星組織主要使用國家代碼870（見下文）。
較新的Inmarsat服務使用IP技術，用戶只收取他們發送和接收的數據量，而不是他們連接的時間長度。這特別適用於BGAN和MPDS 。
在海事卫星系统中，衛星是數位轉發器，用于接收數位信號并轉變為脈衝，然後重新發送它們到地面站。地面站用于确保服务可用和計算資料量，以及作為海事卫星系统连接至公共交換電話網和互聯網的节点。
國際移動衛星組織最新的第一（F1）和第二（F2）衛星系列，被稱為“I4”衛星，分別在6月和2005年11月發射。第三個也是最後一個衛星（F3），2008年8月18日從哈薩克斯坦航天中心發射。這是有史以來推出的最大的商業通信衛星。每個衛星上配備了一個全球波束，19個區域的點波束，200窄點波束。
除了自己的衛星，國際海事衛星組織與ACeS有手持式語音服務合作協議。

## 覆蓋範圍
每個國際海事衛星都有三種類型的覆蓋範圍。
- 全球波束覆蓋：每個衛星上配備了一個單一的，除了從兩極以外，覆蓋了三分之一的地球表面的全球波束。整體而言，全球波束覆蓋範圍從緯度-82到+82度。
- 區域點波束覆蓋：每個區域波束覆蓋全球波束覆蓋的區域的一小部分，但集合所有的區域波束也可提供與全球波束幾乎相同的覆蓋範圍。區域波束允許用戶終端（也稱為移動地球站）使用更小的天線。區域波束於I-3衛星被引入。每個I-3衛星提供4至6個點波束，每個I-4衛星提供了19個地區的波束。
- 窄點波束覆蓋：窄波束由三顆Inmarsat-4衛星所提供。窄波束大小不等，往往是幾百公里的。窄波束遠小於全球性或區域性的波束，因此提供更多的波束以覆蓋全球。窄點波束允許更小的天線和更高的數據速率。它們構成了國際海事衛星組織的掌上電腦（GSPS）和寬頻服務（BGAN）的骨幹。窄點波束於I-4衛星被引入。每個I-4衛星提供約200窄點波束。

## 使用衛星
| 衛星名稱                                          | 涵蓋範圍               | 經度                  | 發射火箭              | 發射日期 (GMT)        | 服務 / 附註                         |
| Inmarsat-4 satellites                             | Inmarsat-4 satellites  | Inmarsat-4 satellites | Inmarsat-4 satellites | Inmarsat-4 satellites | Inmarsat-4 satellites               |
| ------------------------------------------------- | ---------------------- | --------------------- | --------------------- | --------------------- | ----------------------------------- |
| Inmarsat-4 F1                                     | I-4 亚洲-太平洋地区    | 143.5° east           | 宇宙神5型 (431)       | 11 Mar 2005           | BGAN family, SPS and lease services |
| Inmarsat-4 F2                                     | I-4 欧洲、中东、非洲   | 25° east              | Sea Launch Zenit-3SL  | 8 Nov 2005            | BGAN family, SPS and lease services |
| Inmarsat-4 F3                                     | I-4 南北美洲           | 98° west              | Proton-M/Briz-M       | 18 Aug 2008           | BGAN family and lease services      |
| Inmarsat-3 satellites                             |                        |                       |                       |                       |                                     |
| Inmarsat-3 F1                                     | 印度洋地区（IOR）      | 64.5° east            | 宇宙神IIA型           | 3 April 1996          | Existing and evolved services only  |
| Inmarsat-3 F2                                     | 大西洋地区-东（AOR-E） | 15.5° west            | Proton-K D-1-E        | 6 Sep 1996            | Existing and evolved services only  |
| Inmarsat-3 F3                                     | 太平洋地区（POR）      | 178° east             | 宇宙神IIA型           | 18 Dec 1996           | Existing and evolved services only  |
| Inmarsat-3 F4                                     | 大西洋地区-西（AOR-W） | 54° west              | Ariane 44L (V97)      | 3 Jun 1997            | Existing and evolved services only  |
| Inmarsat-3 F5                                     | I-3 欧洲、中东、非洲   | 25° east              | Ariane 44LP (V105)    | 4 Feb 1998            | Various leases                      |
| Inmarsat-2 satellites (primarily used for leases) |                        |                       |                       |                       |                                     |
| Inmarsat-2 F1                                     |                        |                       | Delta II (6925)       | 30 Oct 1990           | Various leases                      |
| Inmarsat-2 F2                                     | 太平洋地区（POR）      | 143° east             | Delta II (6925)       | 8 Mar 1991            | Various leases                      |
| Inmarsat-2 F3                                     |                        |                       | Ariane 44L            | 16 Dec 1991           | Decommissioned 2006                 |
| Inmarsat-2 F4                                     |                        |                       | Proton-K              | 15 April 1992         | Decommissioned 2012                 |

## 国际区号
启用單網絡接入代碼（SNAC）服务之后，國際海事衛星永久區域代碼為870，该服务允许自動定位，主叫方无需知道海事衛星电话目前在哪一個終端站登錄，SNAC目前可用於的所有海事卫星服務。
随着SNAC的启用，2008年12月31日起下列四个區域代碼停用，這四個區域代碼對應的區域為國際海事衛星（通常是单個衛星）所覆蓋的范围，通常被稱為“海洋區域”。呼叫时主叫方需要确认被叫方所处的区域，然后使用对应的区号拨号。虽然这些代码已经停用，但仍然可以在一些運營商的区号表中找到它们。
- 871 - 東大西洋地區（AOR-E）
- 872 - 太平洋地區（POR）
- 873 - 印度洋地區（IOR）
- 874 - 大西洋區域 - 西（AOR-W）

2017年7月18日起，使用由北京船舶通信导航公司提供服务的海事卫星用户可申请1749开头11位长度的中国内地手机号码，从中国内地拨打该类号码无需国际长途呼叫权限。

## 引用
1. 1 2 3   (PDF).   [11 April 2012]. （原始内容 (PDF)存档于2012年6月27日）.
2. ↑  Jonathan Higgins, "Satellite Newsgathering", Focal Press, 2007, page 204 ISBN 978-0-240-51973-9
3. ↑  Jonathan Higgins page 205
4. ↑  Jonathan Higgins page 207
5. ↑  . Satellitetoday.com. 2 January 2006  [18 April 2011]. （原始内容存档于2012-02-14）.
6. ↑  . Investorschronicle.co.uk. 7 March 2008  [18 April 2011]. （原始内容存档于2011-07-25）.
7. ↑  .   [2013-01-23]. （原始内容存档于2016-02-01）.
8. ↑  . 8 June 2010  [8 June 2010]. （原始内容存档于2012-03-05）.
9. ↑  . BBC News. 10 May 2010  [8 June 2010]. （原始内容存档于2010-06-11）.
10. ↑  . Weather.gmdss.org.   [18 April 2011]. （原始内容存档于2020-10-26）.
11. ↑  . National Space Science Data Center.   [2013-03-05]. （原始内容存档于2017-03-02）.
12. ↑  . BBC News. 8 November 2005  [18 April 2011]. （原始内容存档于2006-02-18）.
13. ↑  . ILS. 19 August 2008  [2013年3月5日]. （原始内容存档于2008年9月23日）.
14. ↑  .   [2020-12-04]. （原始内容存档于2022-03-27）.

## 外部連結
- （英文）IMSO （页面存档备份，存于）
- （英文）Inmarsat （页面存档备份，存于）
- Packet Dynamics – U.S. Inmarsat Service Provider （页面存档备份，存于）
- Inmarsat Satellite Repositioning
- How CNN streams video via Inmarsat
- Marisat 1, 2, 3 （页面存档备份，存于）
- MARECS A, B, B2（页面存档备份，存于）
- Inmarsat-2 F1, 2, 3, 4（页面存档备份，存于）
- Inmarsat-3 F1, 2, 3, 4, 5 （页面存档备份，存于）
- Inmarsat-4 F1, 2, 3 （页面存档备份，存于）
- EuropaSat （页面存档备份，存于）
- Alphasat I-XL (Inmarsat-XL)（页面存档备份，存于）
- Inmarsat Product Information （页面存档备份，存于）
- Inmarsat 4 coverage